# Кубок Кремля 2015
Kremlin  Cup 2015 — тенісний турнір, що проходив на закритих кортах з твердим покриттям спорткомплексу Олімпійський у Москві (Росія). Це був 26-й за ліком Кубок Кремля серед чоловіків і 20-й - серед жінок. Належав до категорії 250 у рамках Туру ATP 2015 і категорії Premier у рамках Туру WTA 2015. Тривав з 19 до 25 жовтня 2015 року.

## Очки і призові

### Нарахування очок
| Дисципліна       | П   | Ф   | ПФ  | ЧФ  | 1/8 | 1/16 | Q   | Q3  | Q2  | Q1  |
| Одиночний розряд | 470 | 305 | 185 | 100 | 55  | 1    | 25  | 18  | 13  | 1   |
| Парний розряд    | 470 | 305 | 185 | 100 | 1   | Н/Д  | Н/Д | Н/Д | Н/Д | Н/Д |

### Призові гроші
| Дисципліна       | П        | F       | ПФ      | ЧФ      | 1/8     | 1/16   | Q3     | Q2     | Q1   |
| Одиночний розряд | $131,230 | $70,080 | $37,430 | $20,120 | $10,790 | $6,846 | $3,075 | $1,636 | $910 |
| Парний розряд    | $41,050  | $21,930 | $11,985 | $6,100  | $3,310  | Н/Д    | Н/Д    | Н/Д    | Н/Д  |

## Учасники основної сітки в рамках чоловічого турніру

### Сіяні учасники
| Країна     | Гравець               | Рейтинг1 | Сіяний |
| ---------- | --------------------- | -------- | ------ |
| Хорватія   | Марин Чилич           | 12       | 1      |
| Іспанія    | Роберто Баутіста Аґут | 23       | 2      |
| Сербія     | Віктор Троїцький      | 24       | 3      |
| Німеччина  | Філіпп Кольшрайбер    | 31       | 4      |
| Уругвай    | Пабло Куевас          | 35       | 5      |
| Хорватія   | Борна Чорич           | 40       | 6      |
| Португалія | Жуан Соуза            | 45       | 7      |
| Казахстан  | Михайло Кукушкін      | 50       | 8      |

- Рейтинг подано станом на 12 жовтня 2015

### Інші учасники
Нижче наведено учасників, які отримали вайлдкард на участь в основній сітці:
- Євген Донской
- Джем Ількель
- Андрій Рубльов

Нижче наведено гравців, які пробились в основну сітку через стадію кваліфікації:
- Тацума Іто
- Аслан Карацев
- Душан Лайович
- Пере Ріба

### Відмовились від участі
До початку турніру
- Пабло Андухар →його замінив  Михайло Южний
- Марсель Гранольєрс →його замінив  Андрій Кузнєцов

### Знялись
- Сімоне Болеллі (травма ноги)
- Пере Ріба (травма ноги)

## Учасники основної сітки в парному розряді

### Сіяні пари
| Країна    | Гравець         | Країна     | Гравець       | Рейтинг1 | Сіяний |
| --------- | --------------- | ---------- | ------------- | -------- | ------ |
| Австрія   | Філіпп Освальд  | Канада     | Аділ Шамасдін | 116      | 1      |
| Білорусь  | Сергій Бетов    | Росія      | Михайло Єлгін | 142      | 2      |
| Білорусь  | Олександр Бурий | Узбекистан | Денис Істомін | 156      | 3      |
| Австралія | Раміз Джунейд   | Словаччина | Ігор Зеленай  | 161      | 4      |

- 1 Рейтинг подано станом на 12 жовтня 2015

### Інші учасники
Нижче наведено пари, які отримали вайлдкард на участь в основній сітці:
- Річард Музаєв /  Антон Зайцев
- Андрій Рубльов /  Дмитро Турсунов

### Відмовились від участі
До початку турніру
- Пере Ріба (травма ноги)

## Учасниці основної сітки в рамках жіночого турніру

### Сіяні пари
| Країна     | Гравчиня               | Рейтинг1 | Сіяна |
| ---------- | ---------------------- | -------- | ----- |
| Польща     | Агнешка Радванська     | 6        | 1     |
| Чехія      | Луціє Шафарова         | 7        | 2     |
| Італія     | Флавія Пеннетта        | 8        | 3     |
| Німеччина  | Анджелік Кербер        | 9        | 4     |
| Іспанія    | Карла Суарес Наварро   | 13       | 5     |
| Чехія      | Кароліна Плішкова      | 15       | 6     |
| Румунія    | Ірина-Камелія Бегу     | 25       | 7     |
| Словаччина | Анна Кароліна Шмідлова | 26       | 8     |
| Франція    | Крістіна Младенович    | 27       | 9     |

- Рейтинг подано станом на 12 жовтня 2015

### Інші учасниці
Нижче наведено учасниць, які отримали вайлдкард на участь в основній сітці:
- Флавія Пеннетта
- Кароліна Плішкова
- Олена Весніна

Нижче наведено гравчинь, які пробились в основну сітку через стадію кваліфікації:
- Дарія Касаткіна
- Клара Коукалова
- Олександра Соснович
- Анастасія Севастова

Такі тенісистки потрапили в основну сітку як Щасливі лузери:
- Ана Богдан
- Паула Канія

### Відмовились від участі
До початку турніру
- Анджелік Кербер (травма спини)→її замінила  Ана Богдан
- Петра Квітова →її замінила  Катерина Сінякова
- Карін Кнапп →її замінила  Ольга Говорцова
- Катерина Макарова →її замінила  Александра Крунич
- Агнешка Радванська (травма правого плеча) →її замінила  Паула Канія

Під час турніру
- Флавія Пеннетта (травма правої ступні)

## Учасниці основної сітки в парному розряді

### Сіяні пари
| Країна    | Гравчиня             | Країна  | Гравчиня          | Рейтинг1 | Сіяна |
| --------- | -------------------- | ------- | ----------------- | -------- | ----- |
| Німеччина | Анна-Лена Гренефельд | Польща  | Алісія Росольська | 70       | 1     |
| Румунія   | Ірина-Камелія Бегу   | Румунія | Моніка Нікулеску  | 77       | 2     |
| Словенія  | Андрея Клепач        | Чехія   | Катерина Сінякова | 86       | 3     |
| Україна   | Людмила Кіченок      | Україна | Ольга Савчук      | 102      | 4     |

- 1 Рейтинг подано станом на 12 жовтня 2015

### Інші учасниці
Нижче наведено пари, які отримали вайлдкард на участь в основній сітці:
- Буханко Анастасія Володимирівна /  Іва Майолі
- Дарія Касаткіна /  Олена Весніна

## Переможці та фіналісти

### Одиночний розряд, чоловіки
- Марин Чилич —  Роберто Баутіста Аґут, 6–4, 6–4

### Одиночний розряд, жінки
- Світлана Кузнецова —  Анастасія Павлюченкова 6–2, 6–1

### Парний розряд, чоловіки
- Андрій Рубльов /  Дмитро Турсунов —  Раду Албот /  Франтішек Чермак, 2–6, 6–1, [10–6]

### Парний розряд, жінки
- Дарія Касаткіна /  Олена Весніна —  Ірина-Камелія Бегу /  Моніка Нікулеску 6–3, 6–7(7–9), [10–5]